# Mount Weatherson
Mount Weatherson ist ein markanter Berg im ostantarktischen Enderbyland. Er ragt 8 km südwestlich des Cyclops Peak in den Dismal Mountains auf. 
Luftaufnahmen im Rahmen der Australian National Antarctic Research Expeditions aus dem Jahr 1959 dienten seiner Kartierung. Das Antarctic Names Committee of Australia benannte ihn am 27. August 1975 nach Terence William Weatherson (* 1943), Funktechniker auf der Mawson-Station im Jahr 1970 und 1974 sowie auf der Casey-Station im Jahr 1972.